# Nehuén Pérez
Patricio Nehuén Pérez (Hurlingham, 14 juni 2000) is een Argentijns voetballer die doorgaans als centrale verdediger speelt. Hij verruilde Udinese in de zomer van 2025 voor FC Porto, dat hem het voorgaande seizoen al huurde. Pérez maakte in 2022 zijn debuut als international van het Argentijns voetbalelftal.

## Clubcarrière

### Atlético Madrid
Pérez kwam in 2007 bij de jeugdopleiding van de Argentijnse profclub Argentinos Juniors. Op 9 mei 2018 maakte hij zijn debuut in het eerste elftal in de bekerwedstrijd tegen Independiente de Chivilcoy (1-1). In juli 2018 werd bekend dat Pérez was gekocht door Atlético Madrid. De club uit de Spaanse hoofdstad verhuurde hem direct terug aan Argentinos Juniors, waar hij nog drie competitiewedstrijden zou spelen. In de winter van 2019 kwam hij terug bij Atlético Madrid, waar hij nooit een wedstrijd zou spelen. 

### FC Famalicão
Hij werd vervolgens driemaal verhuurd, eerst aan het Portugese FC Famalicão. Op 10 augustus 2019 maakte hij tegen Santa Clara zijn debuut voor de club. Op de laatste dag van die maand scoorde hij tegen Desportivo Aves zijn eerste goal voor Famalicão en in het profvoetbal. Hij eindigde vijfde met de club en speelde 26 wedstrijden. 

### Granada
In het seizoen 2020/21 werd Pérez verhuurd aan Granada. Op 25 oktober speelde hij tegen Getafe zijn eerste wedstrijd voor Granada. Anderhalve week later maakte hij tegen Omonia Nicosia zijn debuut in de Europa League. Daarin bereikte Granada de kwartfinale, waarin het werd uitgeschakeld door Manchester United. In alle competities speelde Pérez 26 wedstrijden voor Granada.

### Udinese
In het seizoen 2021/22 werd Pérez voor de derde achtereenvolgende keer verhuurd, ditmaal aan Udinese. Op 7 november maakte hij tegen Sassuolo als rechtsback zijn debuut voor de club. Na 22 wedstrijden in zijn eerste seizoen werd hij die zomer voor 8 miljoen euro definitief overgenomen van Atlético Madrid. Op 19 oktober 2022 scoorde hij in de Coppa Italia tegen AC Monza voor het eerst in zijn carrière twee goals in één wedstrijd, hoewel die wedstrijd met 2-3 verloren ging. Hij scoorde vier keer dat seizoen, waar hij voor dat seizoen slechts eenmaal gescoord had. In totaal speelde Pérez 97 wedstrijden voor Udinese.

### FC Porto
In augustus 2024 werd Pérez voor een bedrag van 4 miljoen euro gehuurd door FC Porto, dat ook een optie tot koop had. Op 15 september maakte hij tegen SC Farense zijn debuut voor Porto. Op 3 februari 2025 scoorde hij tegen Rio Ave zijn eerste goal voor Porto. Aan het einde van het seizoen nam Porto Pérez voor een bedrag van 13,3 miljoen euro definitief over van Udinese. 

## Clubstatistieken
| Seizoen | Club               | Competitie       | Competitie | Competitie | Beker | Beker | Overig | Overig | Totaal | Totaal |
| Seizoen | Club               | Competitie       | Wed.       | Dlp.       | Wed.  | Dlp.  | Dlp.   | Dlp.   | Wed.   | Dlp.   |
| ------- | ------------------ | ---------------- | ---------- | ---------- | ----- | ----- | ------ | ------ | ------ | ------ |
| 2017/18 | Argentinos Juniors | Primera División | 0          | 0          | 1     | 0     | –      | –      | 1      | 0      |
| 2018/19 | Argentinos Juniors | Primera División | 3          | 0          | 0     | 0     | –      | –      | 3      | 0      |
| 2018/19 | Atlético Madrid    | Primera División | 0          | 0          | 0     | 0     | –      | –      | 0      | 0      |
| 2019/20 | → FC Famalicão     | Primeira Liga    | 23         | 1          | 3     | 0     | –      | –      | 26     | 1      |
| 2020/21 | → Granada          | Primera División | 14         | 0          | 5     | 0     | 7      | 0      | 26     | 0      |
| 2021/22 | → Udinese          | Serie A          | 20         | 0          | 2     | 0     | –      | –      | 22     | 0      |
| 2022/23 | Udinese            | Serie A          | 34         | 2          | 2     | 2     | –      | –      | 36     | 4      |
| 2023/24 | Udinese            | Serie A          | 36         | 0          | 0     | 0     | –      | –      | 36     | 0      |
| 2024/25 | Udinese            | Serie A          | 2          | 0          | 1     | 0     | –      | –      | 3      | 0      |
| 2024/25 | → FC Porto         | Primeira Liga    | 24         | 1          | 4     | 0     | 9      | 0      | 37     | 1      |
| Totaal  | Totaal             | Totaal           | 156        | 4          | 18    | 2     | 16     | 0      | 190    | 6      |

## Interlandcarrière
Pérez speelde voor verschillende Argentijnse jeugdelftallen. Zo speelde hij vier wedstrijden voor Argentinië onder 17 op het Zuid-Amerikaans kampioenschap in 2017. Ook kwam hij uit voor Argentinië onder 20 op het Zuid-Amerikaans kampioenschap begin 2019, en het WK onder 20 in de zomer van datzelfde jaar. In de zomer van 2021 was hij de aanvoerder van het Olympisch team voor de Olympische Zomerspelen van 2020, die door corona een jaar werd uitgesteld. In die selectie zaten ook onder meer Alexis Mac Allister, Thiago Almada en Facundo Medina. Ze eindigde derde in de poule. 
Op 24 september 2022 maakte Pérez zijn debuut als international voor het Argentijns voetbalelftal in een oefeninterland tegen Honduras. 